# August Pieper (teólogo)
August Pieper (14 de março de 1866 - 25 de setembro de 1942) foi um teólogo alemão e presidente da Associação do Povo para a Alemanha Católica. Foi autor de várias publicações sobre questões teológicas, sociais e políticas. Pieper nasceu em Eversberg (agora um distrito de Meschede) e morreu em Paderborn.